# Citerárium
Citerárium je ostravské muzeum věnované citerám, které založil a provozuje Jan Folprecht. V jeho sbírkách, které jsou ojedinělé v rámci celé střední Evropy, se nachází sto dvacet nástrojů, citerová literatura a 6000 notových partitur. Výstava nastiňuje pravděpodobné příčiny, proč citery upadly v zapomenutí, ačkoliv se jednalo o oblíbené a rozšířené hudební nástroje; na citeru hrál např. František Dvořák, otec Antonína Dvořáka. Citerárium se nachází ve třetím patře budovy někdejšího hotelu Gambrinus na ostravském Masarykově náměstí.